# Женска фудбалска репрезентација Немачке
Женска фудбалска репрезентација Немачке је женски фудбалски тим који се састоји од најбољих фудбалерки, које су држављанке Немачке, без обзира да ли наступају за домаће или стране фудбалске клубове. Избор најбољих фудбалерки за репрезентацију врши селектор.
Тим организује и води Немачки фудбалски савез (DFB).
Женска репрезентација Немачке је једна од најуспешнијих на свету. Оне су двоструки светски прваци, освојили су турнире 2003. и 2007. године. Немачка је такође једина нација која је освојила и женски и мушки турнир. Тим је освојио осам од дванаест УЕФА европских првенстава, освојивши шест узастопних титула између 1995. и 2013. Они су, заједно са Холандијом, једна од две нације које су освојиле и женски и мушки европски турнир. Немачка је освојила олимпијско злато 2016. године, после три узастопне бронзане медаље на Олимпијском фудбалском турниру за жене, завршивши на трећем месту 2000, 2004. и 2008. Биргит Принц држи рекорд по броју наступа и најбољи је стрелац тима свих времена. Принц је такође поставила међународне рекорде, три пута је добила ФИФА награду за најбољег играча године и друга је укупно најбоља стрелац на Светском првенству за жене.
Женски фудбал је дуго био у другом плану у Немачкој, а ДФБ је забрањивао званичне утакмице до 1970. Међутим, женској репрезентацији је порасла у популарности од победе на Светском првенству 2003. године, тако да је изабрана за немачки спортски тим године. Од марта 2020. Немачка је рангирана на 2. месту на ФИФА светској ранг листи за жене.

## Рекорди
Ажурирано 12 July 2022
'Играчи чија су имена подебљана су и даље активни, барем на клупском нивоу.
| #  | Име              | Каријера  | Утакмица | Голова |
| -- | ---------------- | --------- | -------- | ------ |
| 1  | Биргит Принц     | 1994—2011 | 214      | 128    |
| 2  | Керстин Стегеман | 1995—2009 | 191      | 8      |
| 3  | Аријен Хингст    | 1996—2011 | 174      | 10     |
| 4  | Ања Митаг        | 2004—2017 | 158      | 50     |
| 5  | Бетина Вигман    | 1989—2003 | 154      | 51     |
| 6  | Ренате Лингор    | 1995—2008 | 149      | 35     |
| 7  | Сандра Минерт    | 1992—2007 | 147      | 16     |
| 8  | Надин Ангерер    | 1996—2015 | 146      | 0      |
| 9  | Дорис Фитшен     | 1986—2001 | 144      | 16     |
| 10 | Анике Кран       | 2007—2016 | 137      | 5      |

| #  | Име               | Каријера  | Голова | Утакмица | Однос |
| -- | ----------------- | --------- | ------ | -------- | ----- |
| 1  | Биргит Принц      | 1994—2011 | 128    | 214      | 0.6   |
| 2  | Хајди Мор         | 1986—1996 | 83     | 104      | 0.8   |
| 3  | Инка Грингс       | 1996—2012 | 64     | 96       | 0.67  |
| 4  | Селија Шашић      | 2005—2015 | 63     | 111      | 0.57  |
| 5  | Александра Поп    | 2010—     | 55     | 116      | 0.47  |
| 6  | Бетина Вигман     | 1989—2003 | 51     | 154      | 0.33  |
| 7  | Ања Митаг         | 2004—2017 | 50     | 158      | 0.32  |
| 8  | Силвија Нид       | 1982—1996 | 48     | 111      | 0.43  |
| 9  | Керстин Гарефрекс | 2001—2011 | 43     | 130      | 0.33  |
| 10 | Мартина Милер     | 2001—2014 | 37     | 101      | 0.37  |

## Такмичарски рекорд

### Светско првенство за жене
Немачка је једна од најуспешнијих нација на ФИФА Светском првенству за жене, пошто је два пута освојила турнир и једном завршила као другопласирана. Немачки тим је освојио Светско првенство 2003. и 2007. године.  На првом Светском првенству 1991. године завршили су на четвртом месту. 1995. Немачка је стигла до финала Светског првенства, али је поражена од Норвешке. Најгори резултати тима били су порази у четвртфиналу од Сједињених Држава 1999.  Јапана 2011. и Шведске 2019. Свеукупно, немачки тим је наступио у три финала Светског првенства за жене и пет пута је била полуфиналиста. Учествовале су на свим светским првенствима за жене и имају 30–5–9 победа–реми–пораз.
| Светско првенство у фудбалу за жене − резултати | Светско првенство у фудбалу за жене − резултати | Светско првенство у фудбалу за жене − резултати | Светско првенство у фудбалу за жене − резултати | Светско првенство у фудбалу за жене − резултати | Светско првенство у фудбалу за жене − резултати | Светско првенство у фудбалу за жене − резултати | Светско првенство у фудбалу за жене − резултати |                                            | Квалификациони рекорд                      | Квалификациони рекорд                      | Квалификациони рекорд                      | Квалификациони рекорд                      | Квалификациони рекорд                      | Квалификациони рекорд |
| Година                                          | Резултат                                        | Утакмица                                        | Поб                                             | Нер*                                            | Изг                                             | ГД                                              | ГП                                              | Утакмица                                   | Поб                                        | Нер*                                       | Изг                                        | ГД                                         | ГП                                         |                       |
| 1991                                            | Четврто место                                   | 6                                               | 4                                               | 0                                               | 2                                               | 13                                              | 10                                              | Европско првенство у фудбалу за жене 1991. | Европско првенство у фудбалу за жене 1991. | Европско првенство у фудбалу за жене 1991. | Европско првенство у фудбалу за жене 1991. | Европско првенство у фудбалу за жене 1991. | Европско првенство у фудбалу за жене 1991. |                       |
| 1995                                            | Друфгопласирани                                 | 6                                               | 4                                               | 0                                               | 2                                               | 13                                              | 6                                               | Европско првенство у фудбалу за жене 1995. | Европско првенство у фудбалу за жене 1995. | Европско првенство у фудбалу за жене 1995. | Европско првенство у фудбалу за жене 1995. | Европско првенство у фудбалу за жене 1995. | Европско првенство у фудбалу за жене 1995. |                       |
| 1999                                            | Четвртфинале                                    | 4                                               | 1                                               | 2                                               | 1                                               | 12                                              | 7                                               | 8                                          | 5                                          | 1                                          | 2                                          | 15                                         | 6                                          |                       |
| 2003                                            | Шампион                                         | 6                                               | 6                                               | 0                                               | 0                                               | 25                                              | 4                                               | 6                                          | 6                                          | 0                                          | 0                                          | 30                                         | 1                                          |                       |
| 2007                                            | Шампион                                         | 6                                               | 5                                               | 1                                               | 0                                               | 21                                              | 0                                               | 8                                          | 8                                          | 0                                          | 0                                          | 31                                         | 3                                          |                       |
| 2011                                            | Четвртфинале                                    | 4                                               | 3                                               | 0                                               | 1                                               | 7                                               | 4                                               | Квалификовао се као домаћин                | Квалификовао се као домаћин                | Квалификовао се као домаћин                | Квалификовао се као домаћин                | Квалификовао се као домаћин                | Квалификовао се као домаћин                |                       |
| 2015                                            | Четврто место                                   | 7                                               | 3                                               | 2                                               | 2                                               | 20                                              | 6                                               | 10                                         | 10                                         | 0                                          | 0                                          | 62                                         | 4                                          |                       |
| 2019                                            | Четвртфинале                                    | 5                                               | 4                                               | 0                                               | 1                                               | 10                                              | 2                                               | 8                                          | 7                                          | 0                                          | 1                                          | 38                                         | 3                                          |                       |
| 2023                                            | Треба да се утврди                              | Треба да се утврди                              | Треба да се утврди                              | Треба да се утврди                              | Треба да се утврди                              | Треба да се утврди                              | Треба да се утврди                              | Треба да се утврди                         | Треба да се утврди                         | Треба да се утврди                         | Треба да се утврди                         | Треба да се утврди                         | Треба да се утврди                         | Треба да се утврди    |
| Укупно                                          | 8/9                                             | 44                                              | 30                                              | 5*                                              | 9                                               | 121                                             | 39                                              | 40                                         | 36                                         | 1*                                         | 3                                          | 176                                        | 17                                         |                       |

*Означава нерешене мечеве укључујући и нокаут мечеве за које је одлучено извођењем пенала.
**Златна боја позадине означава да је турнир освојен.
***Црвена ивица означава да је турнир одржан на домаћем терену.

### Европско првенство у фудбалу за жене
Немачка није успела да се квалификује за прва два УЕФА европска првенства 1984. и 1987. године. Од 1989. године немачки тим је учествовао на свим турнирима и са осам освојених титула шампиона је рекордер. Немачка је освојила шест узастопних шампионата од 1995. до 2013. и има укупан резултат 31–6–3 победа–реми–пораз. Најгори резултат немачке репрезентације у финалу Европског првенства је било пето место у 2017. године.
| Европско првенство у фудбалу за жене − резултати | Европско првенство у фудбалу за жене − резултати | Европско првенство у фудбалу за жене − резултати | Европско првенство у фудбалу за жене − резултати | Европско првенство у фудбалу за жене − резултати | Европско првенство у фудбалу за жене − резултати | Европско првенство у фудбалу за жене − резултати | Европско првенство у фудбалу за жене − резултати |          | Квалификациони резултати | Квалификациони резултати | Квалификациони резултати | Квалификациони резултати | Квалификациони резултати | Квалификациони резултати |
| Година                                           | Резултат                                         | Утакмица                                         | Поб                                              | Нер*                                             | Изг                                              | ГД                                               | ГП                                               | Утакмица | Поб                      | Нер*                     | Изг                      | ГД                       | ГП                       |                          |
| 1984****                                         | Није се квалификовала                            | Није се квалификовала                            | Није се квалификовала                            | Није се квалификовала                            | Није се квалификовала                            | Није се квалификовала                            | Није се квалификовала                            | 6        | 0                        | 5                        | 1                        | 6                        | 7                        |                          |
| 1987                                             | Није се квалификовала                            | Није се квалификовала                            | Није се квалификовала                            | Није се квалификовала                            | Није се квалификовала                            | Није се квалификовала                            | Није се квалификовала                            | 6        | 2                        | 1                        | 3                        | 5                        | 7                        |                          |
| 1989                                             | Шампион                                          | 2                                                | 1                                                | 1                                                | 0                                                | 5                                                | 2                                                | 8        | 5                        | 3                        | 0                        | 21                       | 1                        |                          |
| 1991                                             | Шампион                                          | 2                                                | 2                                                | 0                                                | 0                                                | 6                                                | 1                                                | 8        | 7                        | 1                        | 0                        | 24                       | 2                        |                          |
| 1993                                             | Четврто место                                    | 2                                                | 0                                                | 1                                                | 1                                                | 2                                                | 4                                                | 3        | 2                        | 1                        | 0                        | 10                       | 0                        |                          |
| 1995                                             | Шампион                                          | 3                                                | 3                                                | 0                                                | 0                                                | 14                                               | 4                                                | 8        | 8                        | 0                        | 0                        | 60                       | 0                        |                          |
| 1997                                             | Шампион                                          | 5                                                | 3                                                | 2                                                | 0                                                | 6                                                | 1                                                | 8        | 6                        | 1                        | 1                        | 22                       | 3                        |                          |
| 2001                                             | Шампион                                          | 5                                                | 5                                                | 0                                                | 0                                                | 13                                               | 1                                                | 6        | 5                        | 1                        | 0                        | 27                       | 5                        |                          |
| 2005                                             | Шампион                                          | 5                                                | 5                                                | 0                                                | 0                                                | 15                                               | 2                                                | 8        | 8                        | 0                        | 0                        | 50                       | 2                        |                          |
| 2009                                             | Шампион                                          | 6                                                | 6                                                | 0                                                | 0                                                | 21                                               | 5                                                | 8        | 8                        | 0                        | 0                        | 34                       | 1                        |                          |
| 2013                                             | Шампион                                          | 6                                                | 4                                                | 1                                                | 1                                                | 6                                                | 1                                                | 10       | 9                        | 1                        | 0                        | 64                       | 3                        |                          |
| 2017                                             | Четвртфинале                                     | 4                                                | 2                                                | 1                                                | 1                                                | 5                                                | 3                                                | 8        | 8                        | 0                        | 0                        | 35                       | 0                        |                          |
| 2022                                             | Квалификовала се                                 | Квалификовала се                                 | Квалификовала се                                 | Квалификовала се                                 | Квалификовала се                                 | Квалификовала се                                 | Квалификовала се                                 | 8        | 8                        | 0                        | 0                        | 46                       | 1                        |                          |
| Укупно                                           | 11/13                                            | 40                                               | 31                                               | 6*                                               | 3                                                | 93                                               | 24                                               | 95       | 76                       | 14*                      | 5                        | 404                      | 32                       |                          |

*Означава нерешене мечеве укључујући и нокаут мечеве за које је одлучено извођењем пенала.
**Златна боја позадине означава да је турнир освојен.
***Црвена ивица означава да је турнир одржан на домаћем терену.
****Недостатак застава означава да нема земље домаћина, турнир се играо у нокаут рундама у две утакмице (са изузетком финала 1995.).
Фудбал за жене на Летњим олимпијским играма 1996. Фудбал на Летњим олимпијским играма

### Фудбал за жене на Летњим олимпијским играма
Женски фудбал је дебитовао на Летњим олимпијским играма 1996. године и Бетина Вигман је постигла први олимпијски гол у првој утакмици турнира. Међутим, Немачка није успела да прође у нокаут фазу и елиминисана је после 1. рунде. Четири године касније немачки тим је освојио бронзану медаљу на Летњим олимпијским играма 2000. године. Поново су завршили трећи на Летњим олимпијским играма 2004. и 2008. године.
Немачки тим се квалификовао за све женске олимпијске фудбалске турнире до 2008. Међутим, нису успели да се квалификују за турнир 2012, пошто је УЕФА искористила Светско првенство 2011. године за квалификације, а Немачка је завршила иза Француске и Шведске. Немачки тим је победио Шведску у финалу Олимпијских игара у Рију 2016. и освојио своју прву златну олимпијску медаљу.
| Олимпијске игре − резултати | Олимпијске игре − резултати | Олимпијске игре − резултати | Олимпијске игре − резултати | Олимпијске игре − резултати | Олимпијске игре − резултати | Олимпијске игре − резултати | Олимпијске игре − резултати |
| Година                      | Резултат                    | Утакмице                    | Поб                         | Нер                         | Изг                         | ГД                          | ГП                          |
| --------------------------- | --------------------------- | --------------------------- | --------------------------- | --------------------------- | --------------------------- | --------------------------- | --------------------------- |
| 1996                        | Прво коло                   | 3                           | 1                           | 1                           | 1                           | 6                           | 6                           |
| 2000                        | Треће место                 | 5                           | 4                           | 0                           | 1                           | 8                           | 2                           |
| 2004                        | Треће место                 | 5                           | 4                           | 0                           | 1                           | 14                          | 3                           |
| 2008                        | Треће место                 | 6                           | 4                           | 1                           | 1                           | 7                           | 4                           |
| 2012                        | Није се квалификовала       | Није се квалификовала       | Није се квалификовала       | Није се квалификовала       | Није се квалификовала       | Није се квалификовала       | Није се квалификовала       |
| 2016                        | Шампион                     | 6                           | 4                           | 1                           | 1                           | 14                          | 6                           |
| 2020                        | Није се квалификовала       | Није се квалификовала       | Није се квалификовала       | Није се квалификовала       | Није се квалификовала       | Није се квалификовала       | Није се квалификовала       |
| Укупно                      | 5/7                         | 25                          | 17                          | 3                           | 5                           | 49                          | 21                          |

## Достигнућа
| Преглед               | Преглед    | Преглед     | Преглед     | Преглед       |
| Такмичење             | Прво место | Друго место | Треће место | Четврто место |
| --------------------- | ---------- | ----------- | ----------- | ------------- |
| Светско првенство     | 2          | 1           | 0           | 2             |
| Европско првенство    | 8          | 0           | 0           | 1             |
| Летње олимпијске игре | 1          | 0           | 3           | 0             |
| Укупно                | 11         | 1           | 3           | 3             |